# Questions, in Love
|  | Denne artikel er oprettet af botten Steenthbot ud fra en ekstern database. Den kan derfor have sproglige fejl eller mangler. Denne skabelon kan fjernes efter kontrol af indholdet. |

Questions, in Love er en dansk dokumentarfilm fra 2004 instrueret af Emil Noel.